# Campeonato Mundial de Clubes de Balonmano de 2023
El Campeonato Mundial de Clubes de Balonmano de 2023 (oficialmente IHF Super Globe 2023) fue la 16.ª edición del Campeonato Mundial de Clubes de Balonmano, que se celebró del 7 de noviembre al 12 de noviembre de 2023.
El SC Magdeburg defendía el título logrado en 2022 y 2021.

## Fase de grupos

### Grupo A
| Equipo       | J | G | E | P | GF | GC | DG  | PTS |
| ------------ | - | - | - | - | -- | -- | --- | --- |
| FC Barcelona | 2 | 2 | 0 | 0 | 80 | 45 | +35 | 4   |
| Al Ahly      | 2 | 1 | 0 | 1 | 64 | 57 | +7  | 2   |
| Al-Noor Club | 2 | 0 | 0 | 2 | 39 | 81 | -42 | 0   |

- Resultados

| Fecha | Hora  | Partido      | Partido | Partido      | Resultado |
| ----- | ----- | ------------ | ------- | ------------ | --------- |
| 07.11 | 16:00 | Al Ahly      | -       | Al-Noor Club | 38-20     |
| 08.11 | 16:45 | Al-Noor Club | -       | FC Barcelona | 19-43     |
| 09.11 | 19:00 | Al Ahly      | -       | FC Barcelona | 26-37     |

### Grupo B
| Equipo          | J | G | E | P | GF | GC | DG  | PTS |
| --------------- | - | - | - | - | -- | -- | --- | --- |
| Füchse Berlin   | 2 | 2 | 0 | 0 | 85 | 62 | +23 | 4   |
| Kuwait SC       | 2 | 1 | 0 | 1 | 69 | 66 | +3  | 2   |
| San Fernando HB | 2 | 0 | 0 | 2 | 63 | 89 | -26 | 0   |

- Resultados

| Fecha | Hora  | Partido         | Partido | Partido         | Resultado |
| ----- | ----- | --------------- | ------- | --------------- | --------- |
| 07.11 | 13:45 | Kuwait SC       | -       | San Fernando HB | 41-29     |
| 08.11 | 14:30 | San Fernando HB | -       | Füchse Berlin   | 34-48     |
| 09.11 | 14:30 | Kuwait SC       | -       | Füchse Berlin   | 28-37     |

### Grupo C
| Equipo                    | J | G | E | P | GF | GC  | DG  | PTS |
| ------------------------- | - | - | - | - | -- | --- | --- | --- |
| SC Magdeburg              | 2 | 2 | 0 | 0 | 86 | 34  | +52 | 4   |
| Khaleej Club              | 2 | 1 | 0 | 1 | 68 | 55  | +13 | 2   |
| Universidad de Queensland | 2 | 0 | 0 | 2 | 40 | 105 | -65 | 0   |

- Resultados

| Fecha | Hora  | Partido      | Partido | Partido                   | Resultado |
| ----- | ----- | ------------ | ------- | ------------------------- | --------- |
| 07.11 | 19:30 | SC Magdeburg | -       | Khaleej Club              | 29-20     |
| 08.11 | 19:00 | Khaleej Club | -       | Universidad de Queensland | 48-26     |
| 09.11 | 16:45 | SC Magdeburg | -       | Universidad de Queensland | 57-14     |

### Grupo D
| Equipo                | J | G | E | P | GF | GC | DG  | PTS |
| --------------------- | - | - | - | - | -- | -- | --- | --- |
| Industria Kielce      | 2 | 2 | 0 | 0 | 76 | 49 | +27 | 4   |
| Al-Najma SC           | 2 | 1 | 0 | 1 | 55 | 49 | +6  | 2   |
| San Francisco CalHeat | 2 | 0 | 0 | 2 | 45 | 78 | -33 | 0   |

- Resultados

| Fecha | Hora  | Partido          | Partido | Partido               | Resultado |
| ----- | ----- | ---------------- | ------- | --------------------- | --------- |
| 07.11 | 11:30 | Industria Kielce | -       | Al-Najma SC           | 27-26     |
| 08.11 | 12:15 | Al-Najma SC      | -       | San Francisco CalHeat | 29-22     |
| 09.11 | 12:15 | Industria Kielce | -       | San Francisco CalHeat | 49-23     |

## Fase final
|  | Semifinales            | Semifinales  |                 |    | Final | Final |
|  |                        |              |                 |    |       |       |
|  | 11 de noviembre        |              |                 |    |       |       |
|  |                        |              |                 |    |       |       |
|  | FC Barcelona           | 34           |                 |    |       |       |
|  | FC Barcelona           | 34           | 12 de noviembre |    |       |       |
|  | Füchse Berlin          | 35 (ET)      |                 |    |       |       |
|  | Füchse Berlin          | 35 (ET)      | Füchse Berlin   | 32 |       |       |
|  | 11 de noviembre        |              | Füchse Berlin   | 32 |       |       |
|  |                        | SC Magdeburg | 34 (ET)         |    |       |       |
|  | SC Magdeburg           | SC Magdeburg | 34 (ET)         | 28 |       |       |
|  | SC Magdeburg           |              |                 | 28 |       |       |
|  | Industria Kielce       | 24           |                 |    |       |       |
|  | Industria Kielce       | 24           | 3º Puesto       |    |       |       |
|  |                        |              |                 |    |       |       |
|  | 12 de noviembre        |              |                 |    |       |       |
|  |                        |              |                 |    |       |       |
|  | FC Barcelona           | 33           |                 |    |       |       |
|  | FC Barcelona           | 33           |                 |    |       |       |
|  | Łomża Industria Kielce | 30           |                 |    |       |       |

### Semifinales
- Resultados

| Fecha | Hora  | Partido¹     | Partido¹ | Partido¹         | Resultado  |
| ----- | ----- | ------------ | -------- | ---------------- | ---------- |
| 11.11 | 17:30 | FC Barcelona | -        | Füchse Berlin    | 34-35 (ET) |
| 11.11 | 20:15 | SC Magdeburg | -        | Industria Kielce | 28-24      |

### Tercer y cuarto puesto
- Resultados

| Fecha | Hora  | Partido¹     | Partido¹ | Partido¹         | Resultado |
| ----- | ----- | ------------ | -------- | ---------------- | --------- |
| 12.11 | 17:30 | FC Barcelona | -        | Industria Kielce | 33-30     |

### Final
- Resultados

| Fecha | Hora  | Partido¹      | Partido¹ | Partido¹     | Resultado  |
| ----- | ----- | ------------- | -------- | ------------ | ---------- |
| 12.11 | 20:15 | Füchse Berlin | -        | SC Magdeburg | 32-34 (ET) |

| Campeonato Mundial de Clubes 2023 |
| --------------------------------- |
|                                   |
| SC Magdeburg 3.er Título          |